# Міжнародний день караванника
Міжнародний день караванника — професійне свято караванвожатих зокрема і всіх учасників транспортних колон і суднових караванів в цілому. Засновано в 1995 році Міжнародною асоціацією по раціоналізації транспортно-вантажних операцій (ICHCA). Відзначається 24 вересня, в день народження Вільяма Адамса (у 1564 році), відомого британського мореплавця і навігатора, що вважається першим європейцем, що досяг берегів Японії. За іншою версією, Міжнародний день караванника приурочений до закінчення Гіджри — свята на честь переселення пророка Магомета і перших мусульман з Мекки до Медіни. Традиційно відзначається далекобійниками, командами торгових суден і екіпажем кораблів ескорту.